# Kerkera
Kerkera är en ort i Algeriet.   Den ligger i provinsen Skikda, i den norra delen av landet, 300 km öster om huvudstaden Alger. Kerkera ligger 39 meter över havet och antalet invånare är 46 747.
Terrängen runt Kerkera är huvudsakligen lite kuperad. Kerkera ligger nere i en dal. Runt Kerkera är det ganska tätbefolkat, med 179 invånare per kvadratkilometer. Kerkera är det största samhället i trakten. 